# Johnny Dumfries
John Colum Crichton-Stuart, 7. markiz Bute (ur. 26 kwietnia 1958 w Rothesay, Bute, zm. 22 marca 2021) – brytyjski arystokrata i kierowca Formuły 1. Syn Johna Crichtona-Stuarta, 6. markiza Bute, i Beatrice Weld-Forester, córki komandora-porucznika Wolstana Welda-Forestera.
Uczył się w Ampleforth College, ale nie ukończył uczelni. Do 1993 r. nosił tytuł lorda Dumfries, od którego to tytułu wzięło się jego nazwisko, którego używał podczas kariery sportowej. W 1984 r. wygrał brytyjskie zawody Formuły 3. Należał do stajni Team Lotus i brał udział w 16 wyścigach sezonu 1986. Jego pierwszym wyścigiem było Grand Prix Brazylii, a ostatnim Grand Prix Australii. Łącznie podczas całego sezonu uzyskał 3 punkty. W 1988 r. wygrał wyścig 24 Heures du Mans.
Po śmierci ojca w 1993 r. odziedziczył tytuł markiza Bute i zasiadł w Izbie Lordów. Zasiadał tam do reformy Izby w 1999 r. Nie używał swojego tytułu, używał nazwiska „John Bute”. Od 1993 r. był dziedzicznym zarządcą zamku Rothesay, dziedzicznym szeryfem i koronerem hrabstwa Bute oraz głową klanu Stuart of Bute. W 2004 r. na liście najbogatszych magazynu Sunday Times zajął 321 miejsce z majątkiem ocenianym na 120 milionów funtów.
W 1984 r. poślubił Carolyn Waddell, córkę Brysona Waddella. Małżonkowie rozwiedli się w 1993 r. John i Carolyn mieli razem jednego syna i dwie córki:
- Caroline Crichton-Stuart (ur. 26 września 1984)
- Cathleen Crichton-Stuart (ur. 14 września 1986)
- John Bryson Crichton-Stuart (ur. 21 grudnia 1989), 8. markiz Bute

W 1999 r. ożenił się ponownie z Sereną Wendell, córką majora Jaca Wendella i Anthei Maxwell-Hyslop. John i Serena mieli razem jedną córkę:
- Lola Affrica Crichton-Stuart (ur. 23 czerwca 1999)

22 marca 2021 roku zmarł na raka w wieku 62 lat.